# Club Deportivo Recoleta
O Club Deportivo Recoleta  é  uma agremiação poliesportiva paraguaia,da cidade de Assunção, que no passado no voleibol indoor feminino que conquistou quarto lugar no Campeonato Sul-Americano de Clubes de 1979 e 1987, com destaque para o futebol, atualmente disputando a segunda divisão e também futsal.

## Histórico
Foi fundado em 12 de fevereiro de 1931, após a fusão dos clubes 2 de Julio e Unión Pacífico, recebeu o nome do bairro onde está localizada, ou seja, Recoleta . Seu primeiro presidente foi o Sr. Juan Gardel.
Participou da Federação Desportiva Paraguaia amadora entre 1936 e 1948.[carece de fontes?] Nas competições desta associação foi o que mais triunfos teve, sagrando-se campeão quatro vezes em 1938 , 1940 , 1942 e 1943 , e tendo-se classificado para as finais em 1948.
Em relação aos campeonatos da Associação Paraguaia de Futebol , eles disputariam o mesmo desde 1949, obtendo seu primeiro título em 1971 ao vencer a Terceira Divisão , última categoria do futebol paraguaio naqueles anos. Assim conseguiu sua promoção à Segunda Divisão .No ano de 1997 foi um dos clubes que fez parte do primeiro campeonato da Divisão Intermediária , que se tornou a " Segunda Divisão " do futebol paraguaio desde então.
Em 2001 conquistou seu título mais importante até então. Conquistaram o campeonato da Divisão Intermediária e, assim, também a promoção pela primeira vez em sua história à Primeira Divisão , categoria máxima do futebol paraguaio. 
Sua primeira participação na Primeira Divisão foi na temporada de 2002 , mas ao terminar na última colocação da tabela média, foi rebaixado para a Segunda Divisão. Na temporada de 2003 da Divisão Intermediária, voltou a fazer uma campanha ruim e ao final desta voltou a ser rebaixado, desta vez para a Terceira Divisão
Seu retorno à Terceira Divisão não foi bom, já que na temporada de 2004 (com o rebaixamento de três clubes) após terminar na penúltima colocação, foi rebaixado pela primeira vez em sua história para a Quarta Divisão. Desde a temporada de 2005 , o clube joga nessa divisão.
Na temporada de 2015 da Primera Divisão C, após uma primeira fase muito boa, o clube terminou na terceira posição na tabela geral , posteriormente conseguiu passar das quartas de final e ao vencer a semifinal conseguiu o acesso a final e assim garantiu a promoção para a Primeira Divisão B (terceira divisão). Na final empatou nos dois jogos com o Ameliano, mas na cobrança de pênaltis os derrotou por 4 a 2. Desta forma o clube sagrou-se campeão, sendo seu primeiro título na Primeira Divisão C (como Quarta Divisão).
Na temporada 2016 da Primeira Divisão B, o clube manteve a regularidade no campeonato e terminou na quarta colocação da tabela, a seis pontos das vagas de promoção.No futsal, o time também conquistou diversos títulos e é um dos principais protagonistas em competições metropolitanas e nacionais.
Em outros esportes o clube se destacou ao longo de sua história. No vôlei feminino conquistou sete títulos consecutivos entre 1977 e 1983. e os quartos lugares nas edições do Campeonato Sul-Americano de Clubes, ambos sediadas em La Paz, também sétimo lugar na edição de 1978 em Santiago e 1990 em Buenos Aires, quinto em Buenos Aires nos anos de 1980 e 19833.

## Futebol

### Títulos conquistados
- Campeonato Paraguaio - Segunda Divisão:
- Campeão: 2001

- Campeonato Paraguaio - Terceira Divisão:
- Campeão: 1971, 2022

- Campeonato Paraguaio - Quarta Divisão:
- Campeão: 2015

## Voleibol feminino

### Títulos conquistados
- Campeonato Paraguaio:
- Campeão: 1977, 1978, 1979, 1980, 1981, 1982 e 1983
- Campeonato Sul-Americano:
- Quarto lugar: 1979, 1987